# Panama Papers
Pour les articles homonymes, voir Panama (homonymie) et Paper.
Cet article concerne le scandale lié à des sociétés offshore situées au Panama. Pour le scandale du XIXe siècle lié au financement du canal éponyme, voir Scandale de Panama.
Les Panama Papers (« documents panaméens » en français) désignent la fuite de plus de 11,5 millions de documents confidentiels issus du cabinet d'avocats panaméen Mossack Fonseca, détaillant des informations sur plus de 214 000 sociétés offshore ainsi que les noms des actionnaires de ces sociétés. Parmi eux se trouvent des hommes politiques, des milliardaires, des sportifs de haut niveau et des célébrités. Les chefs d’État ou de gouvernement de sept pays — l'Arabie saoudite, l'Argentine, les Émirats arabes unis, l'Islande, le Pakistan, le Royaume-Uni et l'Ukraine — sont directement incriminés par ces révélations, tout comme des membres de leurs gouvernements, des proches et des associés de chefs de gouvernements de plus de 40 autres pays, tels que l'Afrique du Sud, l'Azerbaïdjan, la Chine, la Corée du Sud, le Brésil, la France, l'Inde, la Malaisie, le Mexique, la Russie et la Syrie.
Le nom de Panama Papers est une référence aux Pentagon Papers de la guerre du Viêt Nam, nom donné au dossier secret de 7 000 pages révélé au grand public en 1971 par le New York Times et une quinzaine d'autres journaux américains.
Les documents fournis par un lanceur d'alerte anonyme et non rémunéré (connu seulement sous le pseudonyme de John Doe) remontent aux années 1970 et vont jusqu'à fin 2015, représentant un total de 2,6 téraoctets de données. Initialement envoyées au quotidien allemand Süddeutsche Zeitung en 2015, les données ont rapidement été partagées avec les rédactions de médias dans plus de 80 pays par l'intermédiaire du Consortium international des journalistes d'investigation (ICIJ) basé à Washington. Les premiers articles sont publiés le 3 avril 2016, accompagnés de 149 documents. D'autres révélations suivront les publications initiales, l'intégralité des sociétés mentionnées par les documents devant être dévoilée d'ici à mai 2016.
Ces documents concernent des sociétés extraterritoriales — dites offshore — que la firme Mossack Fonseca a aidé à créer, ou avec qui ses clients ont été en contact. Si dans la législation de la plupart des pays, les sociétés offshore ne sont pas illégales en elles-mêmes, c'est leur usage comme sociétés écrans dans l'évasion fiscale ou le blanchiment d'argent qui l'est.

## Contexte

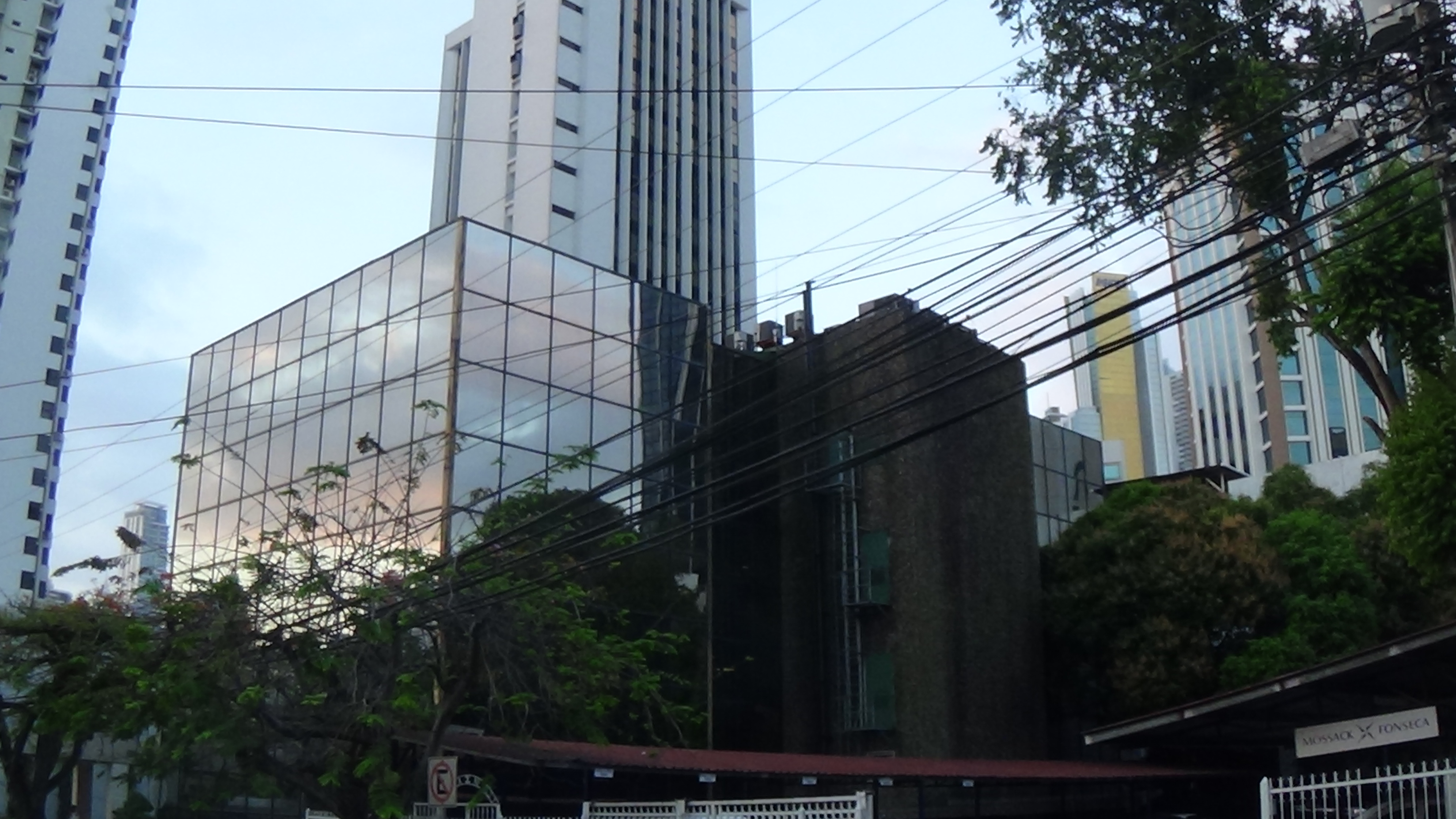
Siège du cabinet Mossack Fonseca à Panama City.

Mossack Fonseca est un cabinet d'avocats panaméen créé en 1986. Il résulte de la fusion du cabinet fondé en 1977 par Jürgen Mossack et de celui de Ramón Fonseca Mora. Les services offerts par la firme incluent la création de sociétés dans des juridictions extraterritoriales (offshore), la gestion de ces sociétés et une multitude de services liés à la gestion des grandes fortunes. La firme compte plus de 500 employés répartis dans plus de 40 bureaux autour du monde. Elle a eu pour clients plus de 300 000 entreprises, la plupart étant déclarées au Royaume-Uni ou dans les paradis fiscaux britanniques.
Le cabinet travaille avec les institutions bancaires les plus importantes du monde, comme la Deutsche Bank, HSBC, la Société générale, le Crédit suisse, UBS et Commerzbank. Avant la fuite des Panama Papers, Mossack Fonseca était décrite par plusieurs médias comme une société « extrêmement discrète [sur ses activités] », « leader de la finance offshore au Panama » et « 4e plus gros cabinet d'avocats offshore du monde ». Un article de Australian Broadcasting Corporation explique :

« Utilisant un système complexe de sociétés écrans et de trusts fiduciaires, les services de Mossack Fonseca permettent à ses clients d'opérer derrière un mur de secret presque impénétrable. Son succès repose sur un gigantesque réseau de comptables et de banques prestigieuses qui embauchent la firme pour gérer les finances de leurs clients les plus fortunés. Les banques sont les principaux moteurs derrière la création de sociétés difficiles à tracer basées dans les paradis fiscaux.
L'essentiel du travail du cabinet est légal et anodin. Mais pour la première fois, la fuite nous emmène au cœur de son fonctionnement intrinsèque et nous offre un aperçu rare sur des opérations offrant à ses clients véreux une grande liberté de manœuvre,. »

### Lanceurs d'alerte
Le 15 juin 2016, des articles de presse rapportent qu'un informaticien de l'antenne suisse du cabinet Mossak Fonseca est arrêté et accusé de « soustraction de données » et « accès indu à un système informatique »,. Le procureur genevois Claudio Mascotto finit par classer l'affaire le 4 décembre 2017 pour manque de preuves et pour défaut de collaboration du cabinet qui a porté plainte.

## Contenu

### Volume et types de fichiers
La fuite consiste en 11,5 millions de documents édités entre 1977 et 2015 par la firme panaméenne Mossack Fonseca ayant été transmis en 2015 par un lanceur d'alerte anonyme au quotidien allemand Süddeutsche Zeitung,,, dont le pseudonyme est John Doe, qui a rapidement partagé les informations avec l'International Consortium of Investigative Journalists (Consortium international pour le journalisme d'investigation). Les 2,6 téraoctets de données incluent des informations sur plus de 214 000 sociétés offshore, majoritairement liées d'une façon ou d'une autre à des personnalités publiques.
Cette fuite constitue la plus grande révélation de documents exploités par les médias (2,3 To) et dépasse de loin le total des données des câbles de WikiLeaks de 2010 (1,7 Go), des Offshore Leaks de 2013 (260 Go), des Luxleaks de 2014 (4 Go) et des Swissleaks de 2015 (3,3 Go),.
Les documents consistent en un ensemble de plus de 4,8 millions d'emails, de 3 millions de bases de données, de 2 millions de fichiers PDF, de 1,1 million d'images (notamment les photocopies des passeports des actionnaires et des scans de contrats signés), de 320 000 fichiers texte et d'environ 2 000 fichiers d'autres formats.

### Analyse et exploitation
Les journalistes ayant analysé ces données ont créé 214 488 dossiers informatiques (un pour chaque société écran mentionnée) auxquels ont été rattachés les documents les concernant. Ils ont utilisé des logiciels de reconnaissance optique de caractères permettant d'effectuer des recherches dans l'ensemble des documents comme dans une base de données. Les données ont ainsi été systématiquement indexées, notamment par l'utilisation du logiciel Nuix. Les documents ont ensuite été croisés avec des listes compilées de personnes-clé — politiciens importants et chefs d’État, criminels internationaux, athlètes professionnels, etc. — pour dresser une carte virtuelle du réseau de Mossack Fonseca.
La dernière étape a consisté à :
- connecter ces personnes aux rôles qu'elles ont pu avoir dans la création et l'utilisation de ces sociétés offshore, pour leur propre compte ou pour le compte de personnalités de premier plan (qui étaient les bénéficiaires réels de ces procédés et qui sont les intermédiaires par rapport à ces personnalités publiques) ;
- suivre l'itinéraire des flux financiers transitant par les paradis fiscaux (d'où vient l'argent et où est-il envoyé) ;
- déterminer la légalité des structures mises en place par les banques et Mossack Fonseca, et notamment leur éventuelle implication dans les activités illégales d'évasion fiscale et de blanchiment d'argent[7].

L'ICIJ a créé un moteur de recherche permettant au réseau de journalistes participant au projet de faire leurs recherches. Ils ont établi ensemble la date du 3 avril 2016 pour la parution des premiers articles et une chronologie de publication, mais chaque rédaction a aussi eu le loisir d'adapter ses recherches au paysage national. Ainsi, Le Monde a croisé la base de données avec la liste complète des « parlementaires français et européens, la liste Challenges des 500 Français les plus riches (et son corollaire à l’international, la liste Forbes), les organigrammes des principaux partis politiques français, la liste des ministres français depuis les années 1980, les administrateurs du CAC 40, les personnalités préférées des Français, les personnes citées dans des affaires politico-judiciaires depuis 2000, les chefs d’État et de gouvernement du monde entier ou encore les joueurs de l’équipe de France de football. Sans oublier les noms des actionnaires du Monde ».

### Équipe internationale
Lorsque la Süddeutsche Zeitung a reçu les documents au printemps 2015, elle les a partagés avec l'International Consortium of Investigative Journalists. Ensemble, au sein d'un projet surnommé « Prometheus »,,, ils ont créé une équipe de 370 journalistes issus de 109 rédactions basées dans 76 pays, :

## Liste complète des personnes morales et physiques concernées
Le Consortium international des journalistes d’investigation annonce fin avril 2016 prévoir de publier en mai 2016 la liste complète de toutes les compagnies et individus dont les noms sont mentionnés dans les documents de Mossack Fonseca. Le 9 mai 2016, un registre recensant 200 000 sociétés écrans et particuliers est rendu accessible.

## Personnalités concernées

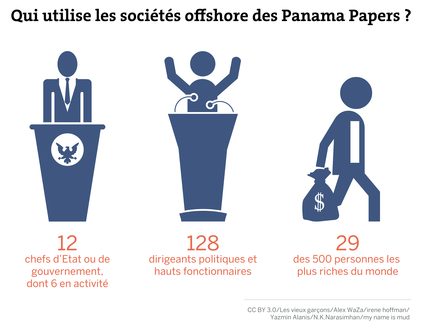
Infographie publiée par Le Monde en avril 2016, montrant une partie des personnalités concernées par les révélations des « Panama Papers ».

Une multitude de personnalités de premier plan sont concernées par ces révélations.
Selon les tout premiers éléments dévoilés le 3 avril, plusieurs dirigeants nationaux ont été directement cités, comme le Cheikh Khalifa ben Zayed Al Nahyane des Émirats arabes unis, le président Petro Poroshenko d'Ukraine, le roi Salmane d'Arabie saoudite et le Premier ministre islandais Sigmundur Davíð Gunnlaugsson,. Plusieurs anciens chefs d’État sont aussi mentionnés, comme Ahmed al-Mirghani, président du Soudan de 1986 à 1989, l’Émir du Qatar Hamad ben Khalifa Al Thani de 1995 à 2013, ainsi que les anciens premiers ministres Bidzina Ivanichvili de Géorgie (2012-2013), Iyad Allaoui d'Irak (2014-2015), Ali Abu al-Ragheb de Jordanie (2000-2003), Hamad ben Jassem Al Thani du Qatar (2007-2013), Pavlo Lazarenko d'Ukraine (1996-1997) et Ion Sturza de Moldavie (1999).
Les documents identifient également 61 membres de familles et associés de premiers ministres, présidents et souverains mondiaux, parmi lesquels le défunt père du Premier ministre britannique David Cameron, le 7 avril David Cameron a reconnu avoir possédé des parts dans un fonds offshore de son père ; le beau-frère du président chinois Xi Jinping ; le fils du Premier ministre malaisien Najib Razak ; les enfants du Premier ministre pakistanais Nawaz Sharif ; les enfants du président azerbaïdjanais Ilham Aliyev ; le neveu du président sud-africain Jacob Zuma ; le petit-fils du président kazakh Noursoultan Nazarbaïev ; le secrétaire personnel du roi marocain Mohammed VI ; l'« entrepreneur préféré » du président mexicain Enrique Peña Nieto.
De plus, Rami Makhlouf, le cousin de Bachar el-Assad, le président de la Syrie, actuellement visé par des sanctions internationales, est également nommé. Cela a son importance dans le fait que le droit bancaire international oblige les banques à s'assurer que l'argent de leurs clients a été légalement obtenu et qu'il ne fait pas l'objet d'une sanction. D'autres sociétés remplissant ces critères sont aussi mentionnées, notamment des firmes responsables de vente d'armes à la Corée du Nord.
Plusieurs individus cités par les Panama Papers sont connectés de près ou de loin à l'organisme dirigeant du football international, la FIFA, notamment l'ancien président de la CONMEBOL Eugenio Figueredo (en) (arrêté pour sa participation dans l'affaire de corruption dans la FIFA en 2015), l'ancien président de l'UEFA Michel Platini (condamné à six ans de suspension de toute activité liée au football pour le même scandale), l'ancien secrétaire général de la FIFA Jérôme Valcke (lui aussi suspendu pour la même affaire), ainsi que le joueur argentin Lionel Messi. Le membre du comité d'éthique de la FIFA Juan Pedro Damiani (en), proche d'Eugenio Figueredo, est aussi cité, révélant par là-même un conflit d'intérêts manifeste puisque Damiani a participé aux décisions de suspension à la suite du scandale de 2015. Le nom de Gianni Infantino, l'ancien secrétaire général de l'UEFA et actuel président de la FIFA, nommé le 26 février 2016 à la suite du scandale de corruption, émerge également des documents de Mossack Fonseca.
Dans le domaine artistique, la presse italienne cite Jackie Chan parmi les personnalités concernées, ainsi que le réalisateur espagnol Pedro Almodóvar et son frère Augustin.
En Algérie, l'industriel Issad Rebrab, ainsi que le ministre de l’Industrie et des Mines, Abdeslam Bouchouareb, sont cités,,. Ce dernier a démenti toute implication à la question d'un député, lors d'une séance de travail à l'Assemblée nationale le 7 avril 2016.
Quant au marché de l'art, l'édition du journal Le Monde du 8 avril 2016 révèle que la petite-fille du peintre espagnol Pablo Picasso, Marina Ruiz-Picasso, est actionnaire d'au moins trois compagnies offshore. L'article précise en outre que ces fichiers mettent en lumière les noms de quelques collectionneurs connus comme le milliardaire chinois Wang Zhonjung, Ella Fontanals-Cisneros (une des collectionneuses les plus en vue de Miami) ainsi que la branche espagnole de la famille Thyssen-Bormemisza. Par ailleurs, Dmitri Rybolovlev, 146e fortune mondiale selon le magazine Forbes avec plus de 8,8 milliards de dollars, a trois sociétés chez Mossack Fonseca. L'homme d'affaires et marchand d'art suisse, Yves Bouvier, en possède six. Les sociétés de vente aux enchères s'intéressent tout autant à l'offshore. En 1997, l'actionnaire principal de Christie's, Joseph Lewis, était propriétaire de la société Simsbury International Corp., créée par Mossack Fonseca à Niue, une île du Pacifique sud. En 1985, l'armateur grec Basil Goulandris (de), décédé en 1994, aurait vendu 83 tableaux de sa collection à une compagnie panaméenne, la Wilton Trading S.A. Les documents ont révélé que le véritable propriétaire d’un Modigliani disparu était la famille Nahmad, qui se cachait derrière une société écran,. Dans un article paru en 2005 dans The Art Newspaper (en), le journaliste américain Marc Spiegler (en) qualifiait le commerce de l'art de « dernier grand marché non régulé de la planète ».

Une partie des personnalités incriminées par les Panama Papers
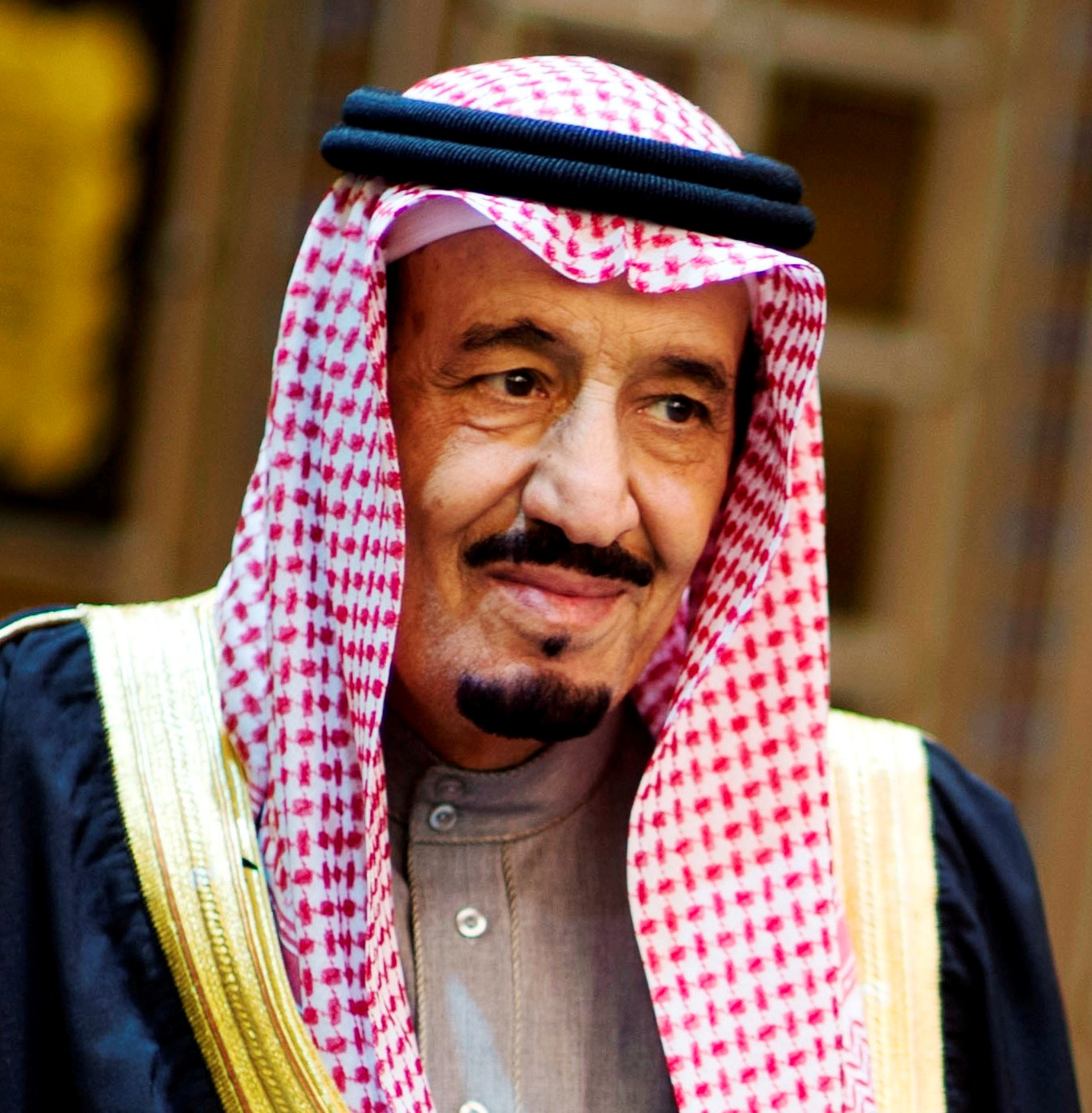
Salmane Al Saoud, roi d'Arabie Saoudite.
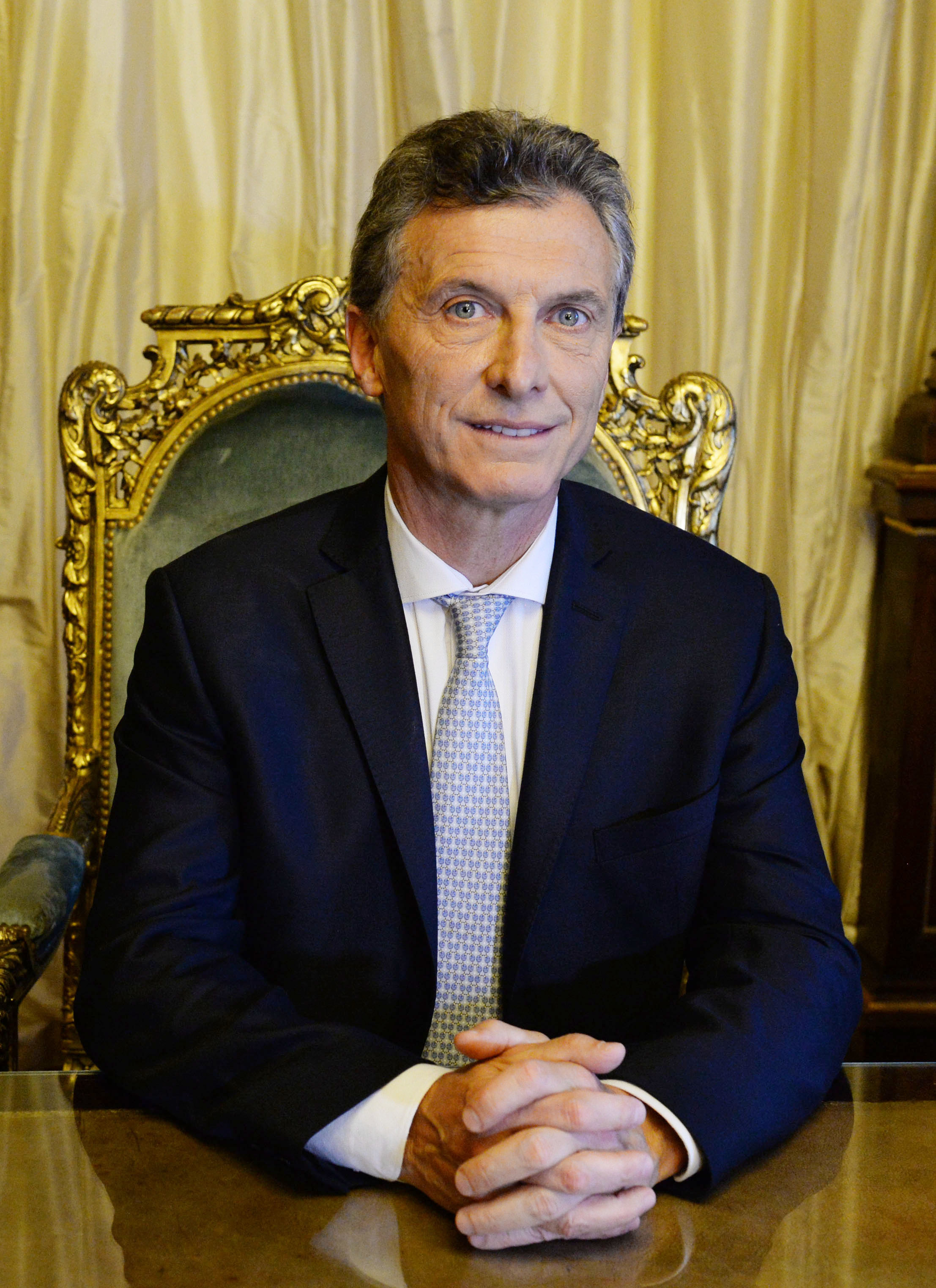
Mauricio Macri, président de l'Argentine.
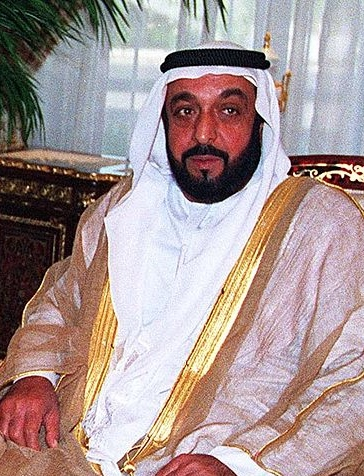
Khalifa Al Nahyane, président des Émirats arabes unis.
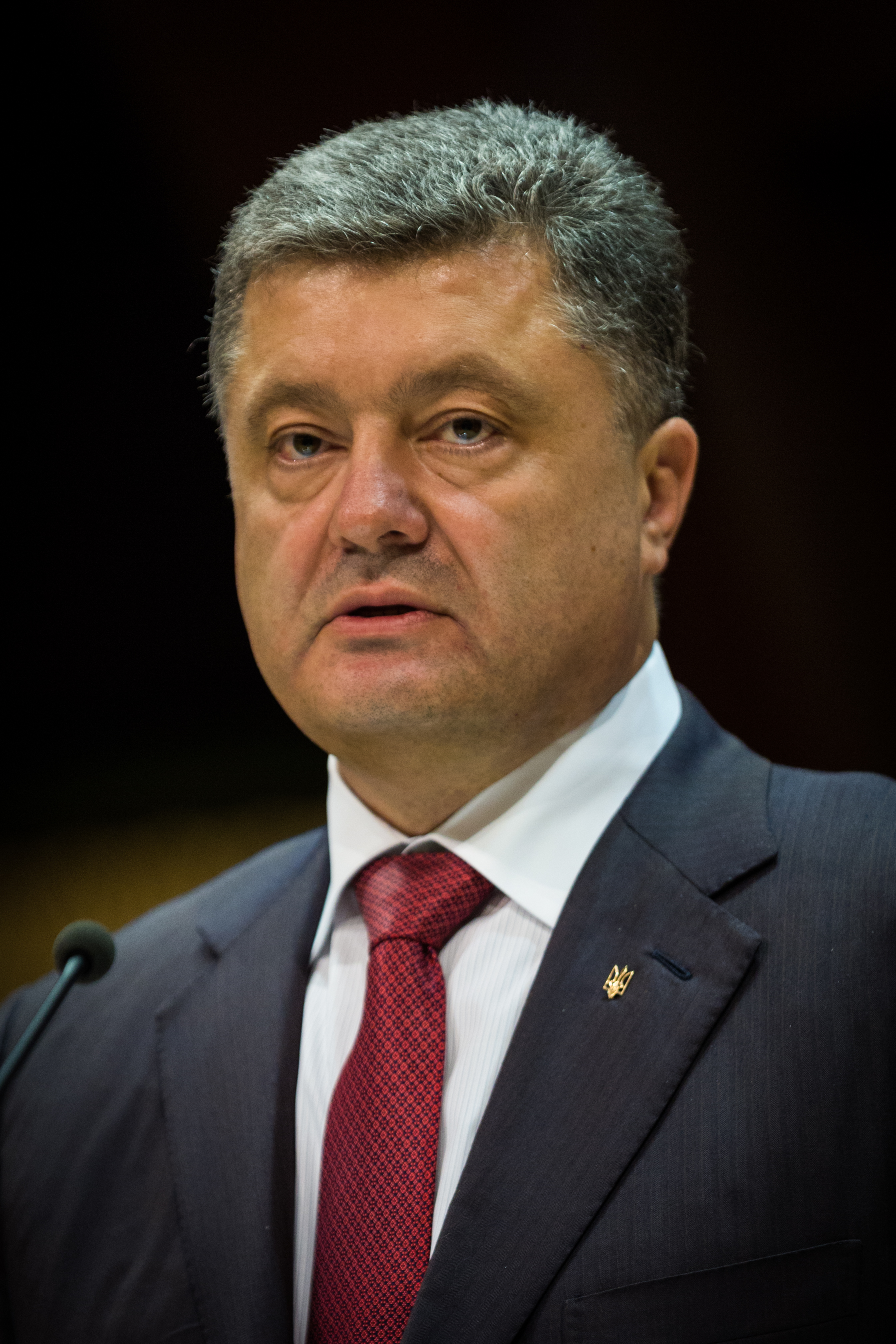
Petro Porochenko, président de l'Ukraine.
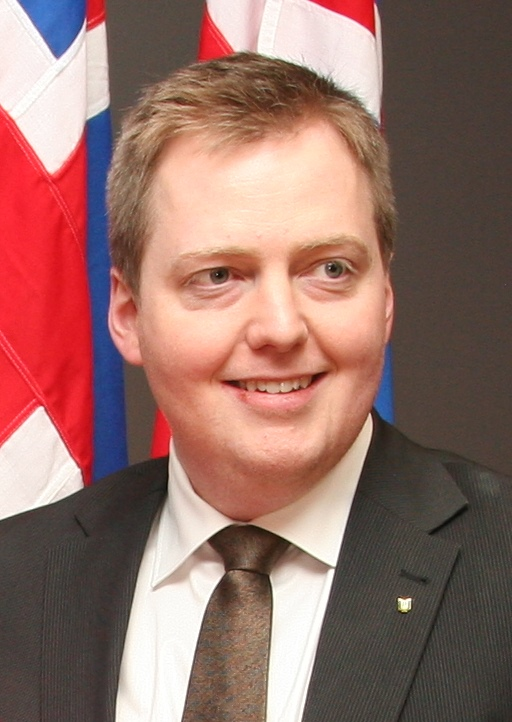
Sigmundur Davíð Gunnlaugsson, Premier ministre de l'Islande.
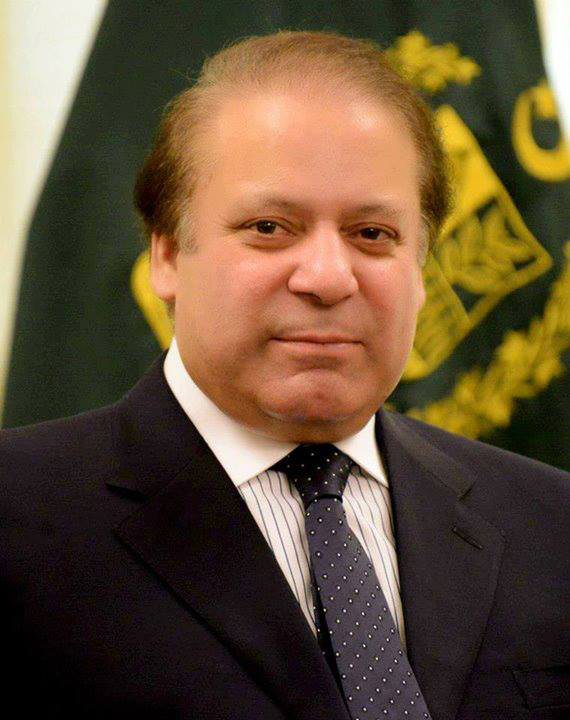
Nawaz Sharif, Premier ministre du Pakistan.
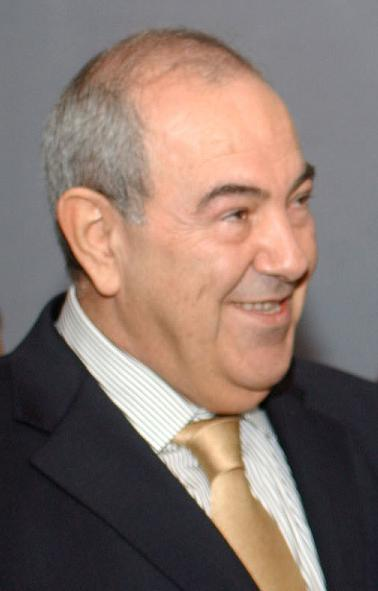
Iyad Allaoui, ancien Premier ministre de l'Irak.
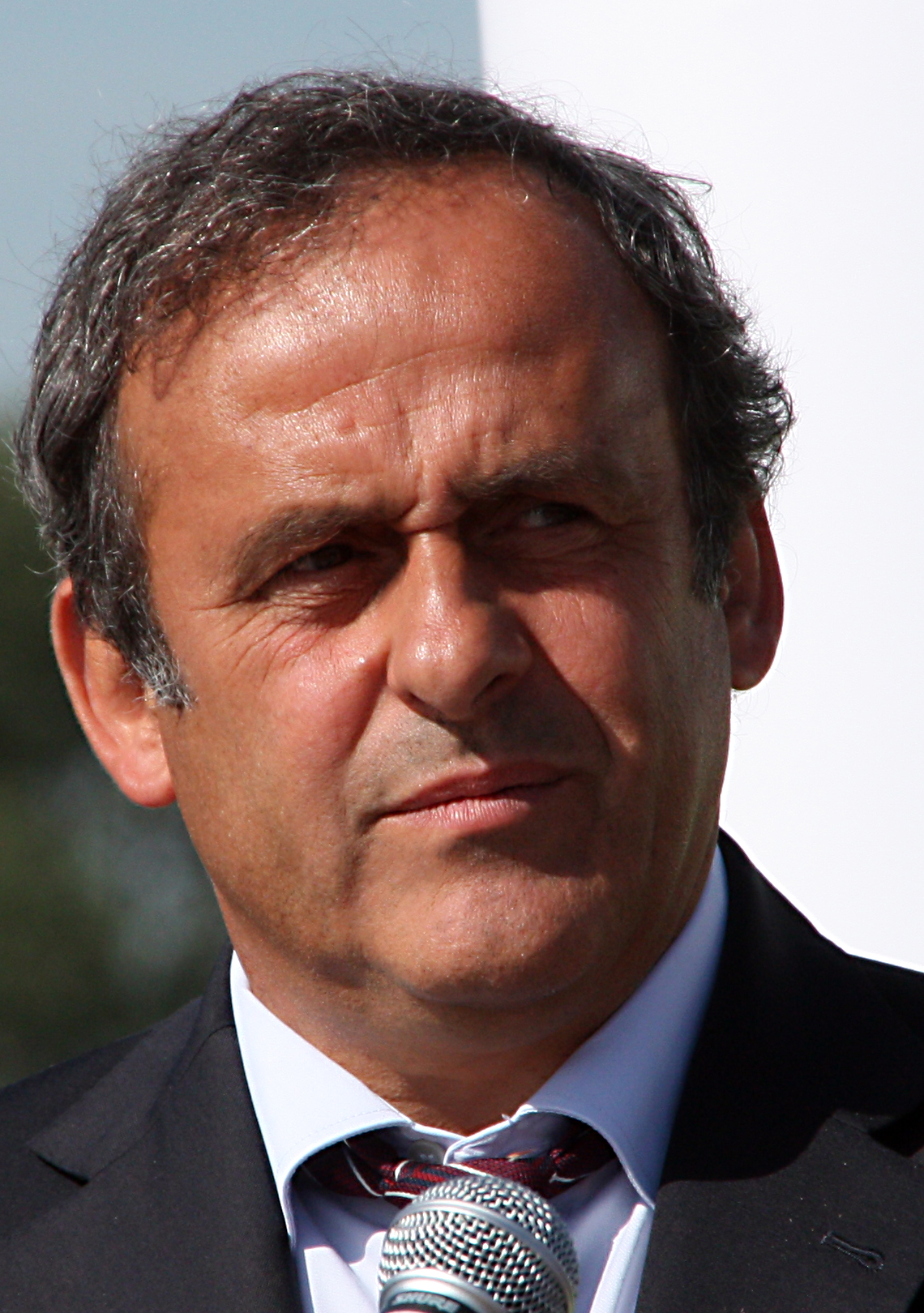
Michel Platini, ancien président de l'UEFA.
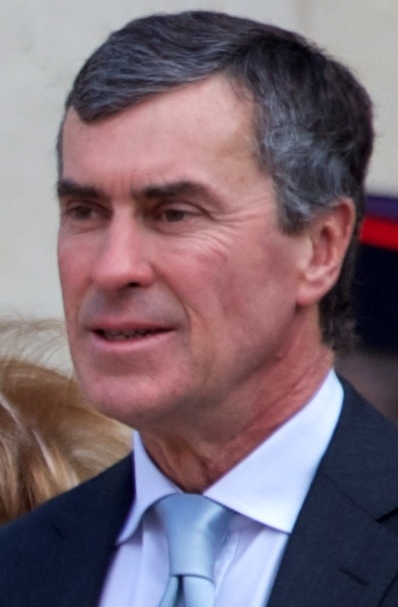
Jérôme Cahuzac, ancien ministre du Budget de la France.

### Argentine
En Argentine, la justice confirme le 3 août 2017 qu'elle ne dispose d'aucune preuve pour mettre en examen le président Mauricio Macri pour blanchiment d'argent. L'enquête se poursuit néanmoins sur les soupçons d'évasion fiscale.

### Chine
The Guardian, quotidien britannique, indique que le tiers des sociétés écrans mise en place par le cabinet au cœur des révélations sur l’évasion fiscale étaient à l’initiative de ses bureaux chinois. Ainsi, plus de 16 300 sociétés écrans ont été enregistrées par la firme panaméenne pour des clients chinois, soit 29 % du total des sociétés concernées.
Des proches de l'entourage d'au moins huit membres, anciens ou actuels, du comité permanent du bureau politique du Parti communiste chinois, détiennent des sociétés écrans dans des paradis fiscaux. Par exemple sont cités : Deng Jiagui (en) le beau-frère du président en exercice Xi Jinping, Li Xiaolin la fille de l'ancien Premier ministre Li Peng et Jasmine Li la petite-fille de l’ancien président de la conférence consultative politique du peuple chinois Jia Qinglin.

### France
En France, l'ancien ministre délégué au Budget accusé de fraude fiscale, Jérôme Cahuzac, est cité ainsi que le maire de Levallois-Perret, Patrick Balkany, Arnaud Claude, l'associé de Nicolas Sarkozy, Dominique Strauss-Kahn, associé du fond luxembourgeois LSK,, l'homme d'affaires franco-israélien Patrick Drahi, patron d'Altice et propriétaire de SFR, de Libération et de L'Express, Jean Marie Le Pen et plusieurs proches de Marine Le Pen, l'éditeur Jacques Glénat, patron des éditions Glénat. Deux banques francophones font partie des entreprises nommées, la Société générale et la banque Edmond de Rothschild[Information douteuse]. Selon le journal belge Le Soir, Waldemar Kita, le président du FC Nantes est lui aussi concerné. Sont aussi cités Jean-Noël Guérini, ancien président de la fédération socialiste des Bouches-du-Rhône, sénateur des Bouches-du-Rhône et Cécilia Attias, ex-épouse de l'ancien président Nicolas Sarkozy. Le nom de Jean-Luc Petithuguenin propriétaire et fondateur de Paprec Group apparait dans cette affaire lors d'un reportage de Claire Tesson.
En novembre 2023, les « Panama Papers » ont permis à eux seuls de récupérer près de 200 millions d’euros pour les finances de l’Etat, à la faveur du redressement fiscal de 219 contribuables.
Le procès des « Panama Papers » s'ouvre en mars 2024.
Vingt-sept personnes sont jugées dans ce scandale d’évasion fiscale et blanchiment d’argent révélé en 2016 par Le Monde et 108 autres médias internationaux menée par le Consortium international de journalistes d’investigation (CIJI).

### Maroc
Richard Attias, homme d'affaires marocain et époux de Cécilia Attias, est cité.

### Pakistan
Au Pakistan, la commission d’enquête spéciale constituée pour enquêter sur la situation fiscale du Premier ministre pakistanais Nawaz Sharif et de ses enfants Maryam et Hussain confirme en juillet 2017 le lien entre les sociétés offshore du Premier ministre pakistanais et les immeubles que possède sa fille à Londres.
Le 28 juillet 2017, en raison de la décision de la Cour suprême de le destituer à la suite des conclusions de la commission d'enquête spéciale Nawaz Sharif annonce sa démission.

### Russie
Les montages offshores russes sont organisés avec une banque de Saint-Pétersbourg, la Rossiya Bank, assistée d’une société d’avocats suisses. Le principal actionnaire de cette banque est Iouri Kovaltchouk, un proche de Vladimir Poutine. Sergueï Roldouguine, un autre proche de Vladimir Poutine, est relié à sept sociétés offshores créées au Panama, dont Sunbarn, Sonnette Overseas, International Media Overseas et Raytar Limited. Ces sociétés sont gérées par la Rossiya Bank,.

### Suisse
En Suisse, plusieurs avocats sont pointés du doigt,, notamment le « ténor du barreau » Marc Bonnant qui « apparaît comme étant ou ayant été directeur d’au moins 176 sociétés offshore enregistrées par le cabinet Mossack Fonseca un peu partout dans les juridictions exotiques ». Il aurait eu recours à « Bigland Entreprises, une boîte aux lettres établie à l’adresse du siège de Mossack Fonseca à Panama City qui permettait de garder secrète l'identité des bénéficiaires des sociétés qu'il dirigeait ». Plusieurs montages financiers complexes y mettent en lumière des noms considérés comme « sulfureux » tels que :
- L’intermédiaire sur les ventes d’armes Ziad Takieddine[77],[79] cité plusieurs fois en France dans des grands contrats d’armement[78] et suspect no 1 dans le volet financier de l'affaire Karachi[80] ;
- L’homme d’affaires sud-africain Khulubuse Clive Zuma (en), neveu de l’actuel président sud-africain Jacob Zuma[79] ;
- Le diamantaire Beny Steinmetz[81], poursuivi par la Guinée, les États-Unis et la Suisse pour corruption[79] ;
- Dan Gertler, homme d’affaires, proche du président congolais Joseph Kabila, accusé par la presse et des ONG d’avoir trafiqué des pierres en provenance de régions en guerre – les fameux diamants du sang[79] ;
- Le diamantaire Mozes Victor König[77],[79] qui, depuis 1999, est placé sur la liste des personnes les plus recherchées par Interpol[82] ;
- La famille Hottinguer (toutes branches confondues) est accusée de détenir onze sociétés-écrans afin de dissimuler ses avoirs[83].

Le même Marc Bonnant confiait pourtant en juin 2015 à Myret Zaki pour le compte du magazine économique suisse Bilan : « Le problème de la validité des structures offshore est un vrai problème juridique et fiscal. Détenir, par le truchement d’un tiers, ce qui nous appartient, et ne pas répondre de ce que l’on a, n’est-ce pas là une forme de dissimulation ? Et celle-ci est-elle légitime au plan juridique ? C’est un vaste débat ».

## Conséquences

### France
En France, le parquet national financier ouvre une enquête pour « blanchiment de fraudes fiscales aggravées », dédiant une dizaine de personnes à poursuivre 500 suspects cités dans les Panama Papers.
Le 5 avril 2016, le siège de la Société générale est perquisitionné par l'Office central de lutte contre la corruption et les infractions financières et fiscales.
Le ministre des Finances Michel Sapin annonce le mardi 5 avril que la France allait « réinscrire le Panama sur la liste des pays non-coopératifs » en matière fiscale. Consécutivement, le Panama, par l'intermédiaire de son directeur du cabinet de la présidence en la personne d'Alvaro Aleman, fait part à son tour de possibles rétorsions économiques contre la France au cas où cette inscription discriminatoire serait avalisée,.
La banque Société générale a créé près d'un millier de sociétés offshore, immatriculées par le cabinet panaméen Mossack Fonseca. Le 5 avril 2016, le siège de la banque a été perquisitionné dans le cadre de l’enquête préliminaire ouverte par le parquet national financier pour blanchiment de fraude fiscale aggravée.
Le 12 avril, la présidente de la commission des Finances du Sénat interroge à ce sujet le directeur général de la Société Générale, Frédéric Oudéa. Son audition publique aura lieu en mai. Ce même jour, des militants d'Attac bloquent une agence de la banque au Mans, après un premier blocage parisien.
À la suite des révélations, le ministère des Finances croulant sous les demandes de régularisation des exilés fiscaux français augmente ses effectifs pour traiter ces dossiers. Le 13 avril à Paris, de hauts responsables d'administrations fiscales de pays du monde entier se rencontrent à huis clos sous l'égide de l'Organisation de coopération et de développement économiques (OCDE).
En juillet 2017, l'industriel Gérard Autajon est la première personne figurant dans les Panama Papers condamnée pour fraude fiscale (à un an de prison avec sursis et deux millions d'euros d'amende).
En 2023, sept ans après les révélations des (en) Panama papers  et des centaines de vérifications plus tard, la France a récupéré 195,5 millions d’euros de recettes fiscales pour le budget de l’Etat à la faveur du redressement fiscal de  219 contribuables, selon un nouveau comptage obtenu par Le Monde auprès de la direction générale des finances publiques (DGFiP)

### Union européenne
Le 6 avril 2016, une pétition en ligne — rédigée par Eva Joly, soutenue par les députés européens Karima Delli, Pascal Durand, Michèle Rivasi et Yannick Jadot, et destinée à être remise au président de la Commission européenne Jean-Claude Juncker ainsi qu'au ministre des Finances Michel Sapin — est lancée sur la plateforme d'hébergement de change.org. Le texte est relayé par plusieurs autres députés européens : en Allemagne par Sven Giegold, au Royaume-Uni par Molly Scott Cato, en Espagne par Ernest Maragall et Ernest Urtasun. L'initiative récolte 400 000 signatures en cinq jours. Le 12 avril à Strasbourg, la Commission européenne présente de nouvelles mesures contre l'opacité fiscale des multinationales.
Le 14 avril, il est décidé que le Parlement européen créera une commission d'enquête sur les implications dans l'UE des révélations. Le 14 avril 2016, la France, l’Allemagne, l’Italie, l’Espagne et le Royaume-Uni s'engagent publiquement à échanger leurs informations sur les sociétés-écrans et exhortent les autres membres du prochain G20 à les imiter. Le 15 avril, le G20-Finances reprend les grands points du plan d'action proposé par les cinq pays européens et confie au Gafi et au Forum mondial de l'OCDE pour la Transparence la tâche de faire de « premières propositions d'ici à octobre »,.
En Allemagne, des perquisitions ciblent la Deutsche Bank en novembre 2018, la banque étant soupçonnée d’« avoir aidé des clients à créer des sociétés dans des paradis fiscaux » pour « blanchir de l’argent issu d’infractions pénales ».

### Autres pays
- Des enquêtes sont aussi ouvertes en Australie[106] et aux États-Unis[107]. L'Australie plaide pour une coopération mondiale autour des Panama Papers[108].
- Au Canada, le ministre fédéral des Finances, Bill Morneau, s'engage à lutter contre les paradis fiscaux[109].
- En Chine, les journalistes ont reçu comme instruction du pouvoir de ne pas évoquer cette affaire[110].
- En République démocratique du Congo, le 8 avril, le porte-parole du gouvernement Lambert Mende met en garde la presse contre la publication des noms des Congolais cités dans les Panama Papers[111].
- Le 15 avril 2016, le ministre espagnol de l'Industrie Jose Manuel Soria (Parti populaire), dont le nom apparaît dans les Panama Papers, démissionne et annonce son retrait définitif de la vie politique[112].
- En Islande, le Premier ministre Sigmundur Davíð Gunnlaugsson, après l'avoir refusée[113], annonce sa démission le 5 avril, lâché par son propre parti[114]. La veille, des manifestations avaient réuni entre 8 000 et 22 000 personnes. Le 9 avril, 6 000 manifestants réclament la démission de l'ensemble du gouvernement[115].
- Au Luxembourg, les 5 et 6 avril, la Commission de surveillance du secteur financier (CSSF) demande aux banques de lui fournir des informations sur leurs activités offshore[116]. Or, Claude Marx, directeur général de la Commission de surveillance du secteur financier, est cité dans les Panama Papers[117].
- À Malte, l’opposition de droite réclame la démission du Premier ministre travailliste, Joseph Muscat dont le chef de cabinet, Keith Schembri, et le ministre de la Santé et de l'Energie, Konrad Mizzi, sont cités dans les Panama Papers[118]. Une motion de censure est toutefois rejetée par le Parlement le 18 avril 2016[119]. Daphne Caruana Galizia qui avait contribué à révéler des affaires de corruption est assassinée en octobre 2017[120].
- Au Maroc, le 14 avril 2016, sur une place de Casablanca, un rassemblement d'activistes exigeant une enquête sur les révélations est dispersé par la police[121].
- Au Pakistan, le premier ministre Nawaz Sharif est destitué par un vote unanime des cinq membres de la Cour suprême le 28 juillet 2017, pour corruption à la suite des révélations des Panama Papers[122].
- Aux Pays-Bas, le ministère des Finances annonce son intention d'utiliser les informations pertinentes des documents pour poursuivre en justice les citoyens ayant enfreint la loi[123].
- Au Royaume-Uni le 7 avril, David Cameron, après plusieurs jours de pression à la suite des révélations des Panama Papers, finit par consentir à admettre, lors d'une interview accordée à la chaîne ITV, qu'il détenait jusqu'en 2010 des parts dans le fonds fiduciaire de son père immatriculé aux Bahamas[124]. Il en aurait ensuite écoulé l'actif en 2010 pour environ 30 000 livres, quelques mois avant d'être élu Premier ministre[125]. Le 10 avril, David Cameron publie ses déclarations fiscales sur six ans[126]. L'article publié par The New York Times le même jour expose néanmoins quelque imbrication plus complexe[127]. Le 11 avril, le ministre des Finances britannique George Osborne publie sa déclaration de revenus[128].
- Le vendredi 8 avril, la succursale de Mossack Fonseca est perquisitionnée à San Salvador[129].
- Le 12 avril, les bureaux de Mossack Fonseca sont perquisitionnés à Panama, après la perquisition de son agence péruvienne[130], fruit de 27 heures de perquisition dans ces bureaux, des documents numériques en quantité sont saisis par les services judiciaires panaméens[131].
- En Tunisie, le procureur de la République auprès du tribunal de première instance de Tunis a ordonné le 5 avril 2016 l’ouverture d’une enquête judiciaire sur l’affaire du Panama Papers et les personnalités politiques tunisiennes soupçonnées d’y être impliquées, et le juge d’instruction auprès du pôle judiciaire financier a été chargé de cette affaire[132]. D'autre part, une commission d'enquête parlementaire a été constituée à l'Assemblée des représentants du peuple[133].
- Le 6 avril 2016, l'Uruguayen Juan Pedro Damiani (es), l'un des membres éminents du comité d’éthique de la Fédération internationale de football (FIFA), démissionne. Son cabinet d'avocats avait servi d’intermédiaire à plus de 400 sociétés offshore, en particulier certaines liées à Eugenio Figueredo (es), ancien vice-président de la FIFA. Par ailleurs, une perquisition a été menée au siège de l'UEFA à Zurich[134].
- Le lundi 9 mai 2016, une lettre officielle du Panama, signée de la vice-présidente et ministre des affaires étrangères du pays, Isabel de Saint Malo de Alvarado, est parvenue au siège de l’Organisation de coopération et de développement économiques (OCDE) à Paris afin de prendre acte de la levée du secret bancaire au Panama à compter de 2018[135].
- En Équateur, une loi est adoptée par référendum en février 2017 interdisant aux exilés fiscaux de prétendre à un mandat politique[136].

## Procédés utilisés

### Abus du nom de la Croix-Rouge
Selon Le Monde, Mossack Fonseca cherchait à mettre ses clients à l'abri d'investigations trop indiscrètes en mettant à la disposition de leurs clients deux fondations, la Brotherhood Foundation et la Faith Foundation, pour leur permettre de détenir en toute discrétion les actions de leurs sociétés offshore. Pour détourner les soupçons de ces fondations, Mossack Fonseca utilisait la Croix-Rouge en la désignant – à l'insu de celle-ci – comme « bénéficiaire » de la Faith Foundation.
En effet, selon un courriel de la firme panaméenne cité par Le Monde :

« Comme les banques et les instituts financiers sont aujourd’hui tenus d’obtenir des informations sur les bénéficiaires économiques finaux, il est devenu difficile pour nous de ne pas divulguer l’identité de ceux de la Faith Foundation. C’est pourquoi nous avons mis en place cette structure désignant l’International Red Cross. Comme ça, c’est plus simple. »

— Le Monde du 10 avril 2016, « Panama papers » : Mossack Fonseca abuse du nom de la Croix-Rouge pour cacher de l’argent sale.

### Chine
Le cabinet Mossack Fonseca a coopéré avec les autorités chinoises et des banques étatiques pour permettre des investissements à l'international. À cet effet, il a procédé à l'ouverture de 11 bureaux ces 16 dernières années dont certains ont fermé depuis. Des conférences d'investisseurs étaient organisées pour le ministère du Commerce. En 2007, le China Economic Weekly, média dépendant du Quotidien du Peuple a publié un entretien avec le responsable Asie de Mossack Fonseca, ce dernier indiquant l'intérêt des « domiciliations offshore pour contourner des restrictions imposées par certains pays, en dissimulant l'origine des fonds investis ».

## Réactions
- Gerard Ryle, le directeur de l'International Consortium of Investigative Journalists, estime que la fuite est « le coup le plus fort jamais porté au monde de la finance offshore », en raison de l'étendue des documents révélés[139]. Il déclare, dans un entretien avec le magazine Wired, « que les organisations de médias n'ont pas l'intention de publier toutes les données, à la façon de WikiLeaks », ce qui, selon lui, mettrait au jour des informations sensibles sur des particuliers innocents à côté des figures publiques sur lesquelles le groupe de journalistes a concentré les révélations. Ryle ajoute « Nous ne sommes pas WikiLeaks. Nous essayons de montrer que le journalisme peut être exercé de façon responsable »[140]. WikiLeaks a réagi à cette mise en cause en déclarant notamment que « l’attaque contre Poutine a été écrite par l’OCCRP, un organisme qui cible la Russie et les anciennes républiques soviétiques et qui est financé par l’USAID et George Soros » et que « le fait que les États-Unis financent directement les attaques #panamapapers contre Poutine mine sa crédibilité »[141].
- En réponse aux requêtes du Miami Herald, le cabinet d'avocat Mossack Fonseca indique avoir respecté ses obligations en matière de contrôle y compris celles préconisées par le GAFI, fait remarquer qu'il n'est pas le seul cabinet permettant la création de société offshore, précise que certaines personnes mentionnées dans les listes diffusées ne sont pas ses clients, d'autant qu'il travaille principalement avec des entreprises, des banques et des institutions. Il menace de poursuivre en justice les organisations utilisant les documents récoltés[142].
- La divulgation est décrite par Edward Snowden comme la « plus grande divulgation dans l'histoire du journalisme de données »[143].

### Chine
Le président Xi Jinping, lancé dans une campagne anti corruption visant à assainir les rangs du parti, décrète la censure des médias sur le sujet alors que son propre beau-frère et des proches de 7 autres membres du comité permanent du Bureau politique du Parti communiste chinois sont cités dans les révélations,. Le seul média à en parler est le Global Times, proche du pouvoir, dénonçant une offensive occidentale, contre la Russie notamment, et affirmant « Les médias occidentaux ont contrôlé l’interprétation à chaque fois qu’il y a eu un tel déversement de documents, et Washington a montré une certaine influence là-dedans ».

### États-Unis
Le 7 avril 2016, le gouvernement des États-Unis, par l'intermédiaire de son porte-parole Mark Toner, a nié être impliqué dans la fuite de documents. Il a déclaré subventionner, via l'USAID, l'OCCRP (Organized Crime and Corruption Reporting project), un des organismes faisant partie du Consortium of Investigative Journalists, qui a reçu les documents, mais d'après le porte-parole du gouvernement, cette subvention est accordée sans contrôle éditorial.

### Russie
En réaction à la divulgation des Panama Papers, Dmitri Peskov, le secrétaire de presse de la fédération de Russie, déclare : « Poutine, la Russie, notre pays, notre stabilité, les prochaines élections sont la cible principale. Il s’agit de déstabiliser ». Il accuse la CIA d'être derrière ces révélations.
Le 14 avril 2016, Vladimir Poutine admet publiquement que les informations des Panama Papers concernant ses proches sont vraies, mais ajoute qu'elles ne contiennent rien d'illégal. Il accuse les États-Unis d'être à l'origine de ces provocations et défend le violoncelliste Sergueï Roldouguine en expliquant que ce dernier a « dépensé tout l'argent qu'il a gagné pour acheter des instruments de musique » et s'est « endetté auprès des fonds par lesquels il les a achetés ».

## Comité d'experts du Panama
En avril 2016, le président du Panama Juan Carlos Varela a mis en place un comité d'experts pour adapter le système financier du Panama, aux standards de transparence de l'OCDE. Parmi eux, se trouvaient le prix Nobel d'économie américain Joseph Stiglitz et l'expert anti-corruption Suisse Mark Pieth. Tous deux ont présenté leur démission le 5 août 2016, en raison de l'attitude du gouvernement panaméen qui était peu disposé à soutenir une enquête ouverte et le refus du Panama de garantir que les rapports du comité seraient rendus publics.

## Procès
Le procès s'ouvre le 8 avril 2024 au Panama. Il concerne entre autres les deux fondateurs du cabinet d'avocat Mossack et Fonseca. Le 28 juin 2024 les 28 prévenus ont été déclarés innocents par la justice car les preuves « ne respectaient pas la chaîne de traçabilité » et ne permettaient pas d’établir avec « certitude leur authenticité et leur intégrité ». Le 6 juillet 2024 le parquet fait appel de la décision de relaxe prononcée par le tribunal. Dans le même temps, le président panaméen a estimé que les Panama Papers étaient un « canular international » monté de toutes pièces pour nuire au système financier de son pays.

## Prix Pulitzer
Dans le cadre de l'affaire Panama Papers, l'International Consortium for Investigative Journalism (ICIJ), avec McClatchy et le Miami Herald, ont été récompensés par le Prix Pulitzer 2017, dans la catégorie « explanatory reporting » (journalisme « explicatif »). L'investigation avait été menée par plus de 300 journalistes, de différents continents. 

## Dans la culture populaire
- 2019 : The Laundromat de Steven Soderbergh